# Heliconius albofasciatus
Heliconius albofasciatus är en fjärilsart som beskrevs av Heinrich Neustetter 1907. Heliconius albofasciatus ingår i släktet Heliconius och familjen praktfjärilar. Inga underarter finns listade i Catalogue of Life.